# Тихинен, Ханну
Ха́нну Ти́хинен (фин. Hannu Tihinen; род. 1 июля 1976[…], Кеминмаа, Лаппи) — финский футболист, центральный защитник. Выступал за сборную Финляндии.

## Клубная карьера
Тихинен начал профессиональную карьеру в 1993 году в клубе «Кемин Паллосеура», выступавшем в одном из низших финских дивизионов. После трёх сезонов в этой команде, за которые он успел стать одним из ключевых её игроков, молодого перспективного защитника пригласил к себе перед началом сезона 1997 года клуб Вейккауслиги (высшей финской лиги) и один из лидеров финского футбола — ХИК. За ХИК он отыграл три сезона, выиграл в его составе чемпионат (1997) и кубок (1998) Финляндии. После этих успехов команда несколько сдала позиции, заняв в 1998 и 1999 годах соответственно 4-е и 2-е места в Вейккауслиге. В составе ХИКа он сыграл в групповом турнире Лиги чемпионов 1998/99, команда заняла в группе последнее место с пятью очками, однако уже сам выход в эту стадию может считаться больши́м успехом; это был пока единственный случай, когда финский клуб добирался до группового этапа Лиги чемпионов.
Перед началом сезона 2000 года Тихинен перешёл из ХИКа в норвежский клуб «Викинг». За «Викинг» он провёл два полных сезона, а третий доиграл до половины. В двух полных сезонах «Викинг» оба раза стал третьим в высшей лиге Норвегии, а в третьем сезоне — четвёртым, но к его окончанию Тихинен уже покинул команду. В 2001 году Тихинен выиграл в составе «Викинга» Кубок Норвегии. В том же году он ненадолго отдавался в аренду команде «Вест Хэм Юнайтед» из Английской Премьер-Лиги.
В 2002 году Тихинен перешёл из «Викинга» в бельгийский «Андерлехт». За этот клуб, являющийся одним из лидеров бельгийского футбола, он отыграл четыре сезона. Дважды Андерлехт становился первым в Чемпионате Бельгии (2003/04, 2005/06) и дважды — вторым (2002/03, 2004/05; оба раза брюссельцев опережал их извечный соперник — «Брюгге»). А вот в Лиге чемпионов команду за время пребывания в ней Тихинена преследовали неудачи: все три раза (в розыгрышах 2003/04, 2004/05 и 2005/06) «Андерлехт» занимал в своей группе последнее место. В «Андерлехте» Тихинен, как и в ХИКе и в «Викинге», был безусловным игроком основного состава.
Летом 2006 года Тихинена пригласил к себе «Цюрих», действующий на тот момент чемпион Швейцарии. Тихинен быстро стал лидером и главной звездой клуба, получил капитанскую повязку. В сезоне 2006/07 «Цюрих» успешно защитил чемпионский титул, а вот год спустя финишировал лишь третьим. В Кубке УЕФА 2007/08 швейцарцы показали неплохую игру, дойдя до 1/16 финала.

## Карьера в сборной
Провёл три игры за команду Финляндии до 21 года и 76 игр за основную национальную сборную.
Дебютировал в сборной Тихинен, будучи игроком ХИКа, 5 июня 1999 года, в матче отборочного цикла Евро-2000 с турками, в первой же игре отметился забитым мячом, но это не спасло финнов от поражения со счётом 2:4. С тех пор Тихинен стал одним из основных защитников финской команды, в большей части матчей составляя сильную связку в центре обороны с Сами Хююпя, капитаном сборной и звездой «Ливерпуля», пришедшим в сборную в том же году. Финляндия, как в последние годы, так и вообще в своей истории, не входит в число сильнейших сборных Европы, является середняком и так пока ни разу и не смогла пройти отбор ни на европейское, ни на мировое первенство.

## Достижения
ХИК
- Чемпион Финляндии: 1997
- Обладатель Кубка Финляндии: 1998

Викинг
- Обладатель Кубка Норвегии: 2001

Андерлехт
- Чемпион Бельгии: 2003/04, 2005/06

Цюрих
- Чемпион Швейцарии: 2006/07, 2008/09